# Dabas
Dabas è una città di 16.595 abitanti situata nella contea di Pest, nell'Ungheria settentrionale.

## Amministrazione

### Gemellaggi
- Albenga
- Anykščiai
- Baraolt
- Krupina
- Nepomuk
- Pomezia
- Tržič